# Foggia
Foggia – miasto i gmina we Włoszech, w regionie Apulia, w prowincji Foggia.
Leży na nizinie Tavoliere.
Według danych na rok 2004 gminę zamieszkiwały 156 072 osoby, 288,1 os./km².
28 sierpnia 1867 urodził się tutaj kompozytor Umberto Giordano.
W miejscowości znajduje się stacja kolejowa Foggia.

## Miasta partnerskie
- Niemcy: Göppingen
- Włochy: Pescasseroli
- Polska: Wałbrzych